# Der Wüstendiamant
Der Wüstendiamant ist ein Kriminalfilm der deutschen Filmreihe Harry Higgs. Er entstand 1917 unter der Regie von Rudolf Meinert mit Hans Mierendorff in der Hauptrolle des Detektivs.

## Handlung
Ein Herzog entlässt seinen Privatsekretär Pattison. Dieser stiehlt daraufhin einen kompromittierenden Brief der Herzogin, um seine Gnaden zu erpressen. Der Hochwohlgeborene engagiert daraufhin Harry Higgs, um dem Schurken das Handwerk zu legen. Tatsächlich gelingt es dem Privatdetektiv, Pattison durch einen gewagten Trick den Brief wieder abzuluchsen.

## Produktionsnotizen
Der Wüstendiamant passierte im Februar 1918 die Zensur und wurde im selben Monat in Berlins Tauentzienpalast uraufgeführt. In Österreich-Ungarn lief der Film ab dem 6. Juni 1918 und besaß eine Länge von rund 1600 Meter.

## Kritik
In Paimann’s Filmlisten ist zu lesen: „Stoff und Photos recht gut, Spiel und Szenerie sehr gut.“